# Platymantis negrosensis
Espèce
Statut de conservation UICN

 NT  : Quasi menacé
Platymantis negrosensis est une espèce d'amphibiens de la famille des Ceratobatrachidae.

## Répartition
Cette espèce est endémique des Philippines. Elle se rencontre sur les îles de Negros et de Panay, entre 200 et 1 800 m d'altitude.

## Description
Platymantis negrosensis mesure de 29,8 à 39,3 mm pour les mâles et de 39,3 à 50,2 mm pour les femelles. Son dos varie du brun roux au brun chocolat.
Cette espèce est arboricole et se perche entre 2 et 24 m au-dessus du sol.

## Étymologie
Son nom d'espèce, composé de negros et du suffixe latin -ensis, « qui vit dans, qui habite », lui a été donné en référence au lieu de sa découverte, Negros.

## Publication originale
- Brown, Alcala, Diesmos & Alcala, 1997 : Species of the guentheri group of Platymantis with descriptions of four new species. Proceedings of the California Academy of Sciences, sér. 4, vol. 50, no 1, p. 1-20 (texte intégral).